# Achterstallige betaling
Een achterstallige betaling van een schuld.
Indien een crediteur afspraken gemaakt heeft met een debiteur over de betaling van een schuld in termijnen, die niet worden nagekomen, is er sprake van een achterstallige betaling. Wanneer de crediteur een betaling tegoed heeft van een debiteur dan kan deze de vordering opeisen. Dit doet de crediteur door een herinnering te sturen of, na de herinnering, de debiteur een aanmaning te sturen.